# Rodolfo Stroeter
Rodolfo Stroeter (* 17. November 1958 in São Paulo) ist ein brasilianischer Bassist und Komponist.

## Leben und Wirken
Stroeter begann seine musikalische Laufbahn 1979 als Partner des deutschen Pianisten Felix Wagner und des Schlagzeugers Azael Rodrigues und nahm 1980 mit der Gruppe Divina Increnca sein erstes Album auf. Zugleich gründete er mit Nelson Ayres die Gruppe Pau Brasil, für die er als Instrumentalist, Komponist und Produzent wirkte. Seit 1982 gehörten Lelo Nazário und Zé Eduardo Nazário zu der Band, mit denen die Alben Reflexões sobre a crise do desejo und A flor de plástico incinerada entstanden.
1985 entstand als erstes Album Stroeters die LP Mundo mit eigenen Kompositionen. Außerdem arbeitete Stroeter in dieser Zeit mit Musikern wie Milton Nascimento, Edu Lobo, Chico Buarque, Wagner Tiso, Gilberto Gil, Carlinhos Brown und Marlui Miranda zusammen. 1990 begann die Zusammenarbeit mit dem Komponisten und Gitarristen Antônio Madureira.
1992 erhielt er vom Kultursekretariat der Stadt den Auftrag zur Komposition einer Oper zum 500. Jahrestag der Entdeckung Amerikas, die im Oktober des Jahres in der Städtischen Oper uraufgeführt wurde. 1993 realisierte er mit Paulo Tatit und Arnaldo Antunes dessen multimediales Projekt Nome.
Als Berater des Kultursekretariats von São Paulo realisierte er 1993–94 die Projekte Orquestras, Corais, Bandas und Interior Acústico und bereitete das Fórum da Música Independente 1994 vor. 1995 komponierte er gemeinsam mit Gilberto Gil und Carlinhos Brown die Ballettmusik Z für das Balé da Cidade de São Paulo. Im Folgejahr entstanden die Alben Mais simples mit Zizi Possi und Romançário mit Antônio Madureira. Im gleichen Jahr gründete er auch das Label Pau Brasil, das Musiker der zeitgenössischen brasilianischen Szene veröffentlichte.
Von 1996 bis 1999 leitete er das Orquestra Jazz Sinfônica do Estado de São Paulo. 1997 produzierte er die Show Braguinha 90 anos zu Ehren des Komponisten João de Barro. Im gleichen Jahr entstand das international ausgezeichnete Album Todos os Sons mit Marlui Miranda.